# Tyrannotitan
 Tyrannotitan  ist eine Gattung theropoder Dinosaurier, die zu den Carcharodontosauridae gestellt wird. Die fossilen Überreste des Tieres wurden in Patagonien (Argentinien) entdeckt und werden auf das Aptium der Unterkreide datiert. 
Tyrannotitan wurde im Jahr 2005 von Novas, de Valais, Vickers-Rich und Rich wissenschaftlich beschrieben. Der Name setzt sich aus den griechischen Begriffen „tyrannos“ (König, Tyrann, Despot) und „titan“ (Riese) zusammen und weist auf die enorme Größe des Tieres hin. Das Artepithet der einzigen Art, der Typusart T. chubutensis, ist nach dem Fundort benannt und bedeutet „aus der Region Chubut“. 

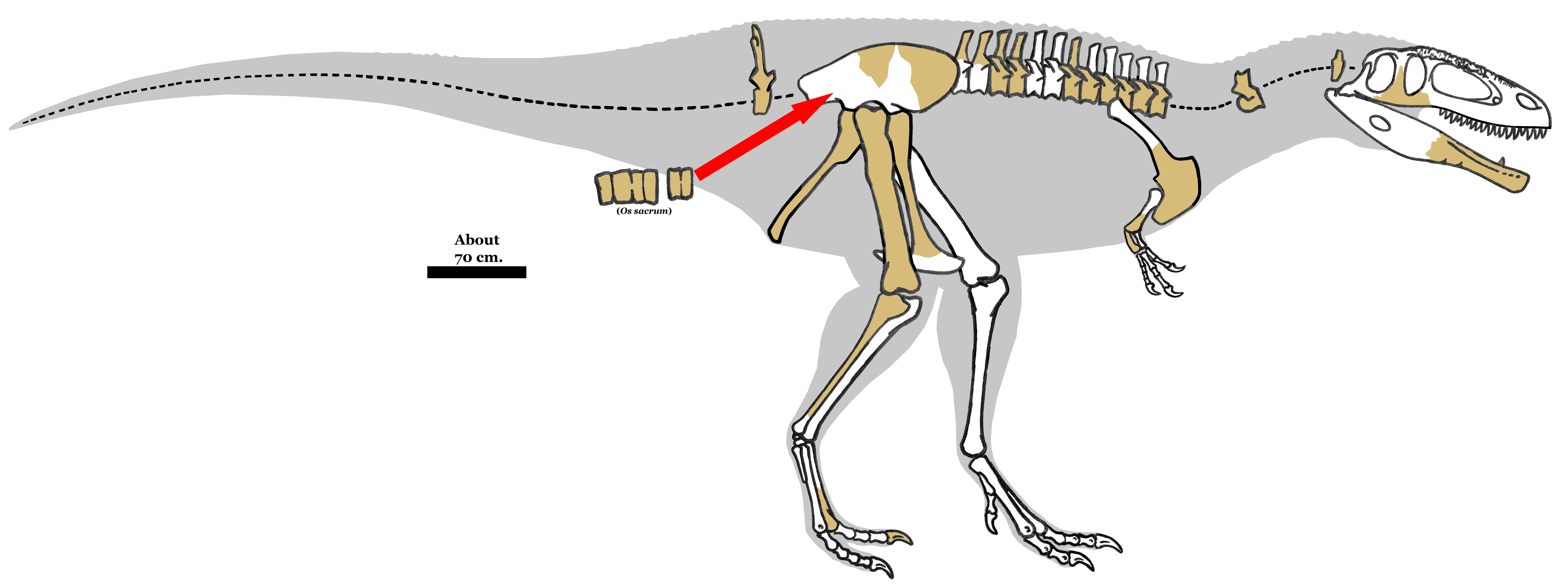
Skelettrekonstruktion und Körperumriss, braun die fossil erhaltenen Teile

Es sind die Knochen von zwei Individuen bekannt, die in den Sedimentgesteinen der Cerro-Barcino-Formation in Argentinien entdeckt wurden. Das Fossilmaterial wird im Museo Paleontlógico Egidio Feruglio (MPEF) in Trelew, Argentinien, aufbewahrt.
- Das Typmaterial (Holotyp MPEF-PV 1156) besteht unter anderem aus Unterkieferknochen, isolierten Zähnen, einigen Rücken und Schwanzwirbeln, Oberarmknochen, Becken und Fußknochen sowie aus Armknochen.

- Der zweite Fund (Paratyp MPEF-PV 1157) besteht aus vergleichbarem Fossilmaterial.

Im Vergleich zu seinen nahen Verwandten Carcharodontosaurus und Giganotosaurus war Tyrannotitan urtümlicher. Der Oberschenkelknochen war mit 140 cm Länge nur wenig kürzer als der von Giganotosaurus mit 143 cm. Insgesamt war Tyrannotitan aber robuster gebaut. Mit einer geschätzten Gesamtlänge von 12,2 m war er eines der größten carnivoren (Fleisch fressenden) Landtiere der Erdgeschichte.